# Bombodes vitalisi
Bombodes vitalisi är en skalbaggsart som beskrevs av Thierry Bourgoin 1914. Bombodes vitalisi ingår i släktet Bombodes och familjen Cetoniidae. Inga underarter finns listade.